# Anthony Mfa Mezui
Anthony Mfa Mezui est un footballeur franco-gabonais, international gabonais, né à Beauvais le 7 mars 1991. Il évolue au poste de gardien de but et évolue actuellement au CS Sedan Ardennes.

## Biographie

### En club
Après avoir commencé à jouer au football en région parisienne, il rejoint le centre de formation du FC Metz en 2002. 
Lors de la saison 2009-2010, il intègre le groupe professionnel sous la direction d'Yvon Pouliquen et remporte la Coupe Gambardella en fin de saison. Il connaît sa première titularisation avec l'équipe première en Coupe de France face à l'Entente Sannois Saint-Gratien la saison suivante sous la houlette de Dominique Bijotat. En juillet 2011, il signe un contrat de trois ans avec son club formateur . Il passe les saisons suivantes dans le rôle de second gardien, et participe ainsi au titre de vice-champion de France de National en 2013 puis de champion de France de Ligue 2 en 2014.
Lors de la saison 2014-2015, il bénéficie d'une blessure puis de la méforme du titulaire Johann Carrasso pour obtenir du temps de jeu et découvrir la Ligue 1. Le club connaît une saison catastrophique et conclut l'exercice par une descente. N'entrant pas dans le nouveau projet du club, il est envoyé en prêt en Belgique au RFC Seraing, club partenaire du club lorrain. Il connaît une nouvelle saison galère, marqué par quatre changements d'entraîneurs et une nouvelle relégation..
Mfa Mezui se retrouve pour la première fois de sa carrière au chômage. Il participe au stage estival de l'UNFP puis s'entretient avec le Red Star, sans parvenir à trouver un nouveau club. Il traverse alors une longue période de trois années sans jouer, entrecoupé de pistes infructueuses pour se relancer. Après un essai sans suite avec Marseille-Consolat, il tente notamment sa chance en Afrique du Sud, ou il est successivement en contact avec le Highlands Park Football Club, le Tshakhuma Tsha Madzivhandila et le Bloemfontein Celtic Football Club, sans parvenir à signer un nouveau contrat. Il décide alors de revenir en France.
Le 28 octobre 2019, il rejoint officiellement l'Union Sportive Sarre-Union en Championnat de France de football de National 3, ou il retrouve une place de titulaire dans le milieu amateur.
En juin 2020, il rejoint le FC Rodange afin de remplacer le vétéran portugais Hugo Magalhaes, ce qui lui donne l'occasion de découvrir la première division luxembourgeoise.
En club, au niveau professionnel, il dispute 16 matchs en Ligue 1, 11 en Ligue 2, et 19 en deuxième division belge.

### En sélection
Avec l'équipe de France des moins de 17 ans, il participe au championnat d'Europe des moins de 17 ans en 2008. Lors de cette compétition organisée en Turquie, il officie comme gardien titulaire et joue cinq matchs. La France atteint la finale du tournoi, en étant battue par l'Espagne lors de l'ultime match.
Depuis 2010, Anthony Mfa Mezui a reçu cinq sélections officielles en équipe du Gabon, et trois non officielles.
Il joue son premier match en équipe nationale le 19 mai 2010, en amical contre le Togo (victoire 3-0), et son dernier le 15 novembre 2016, en amical contre les Comores (match nul 1-1). Il retrouve la sélection gabonaise en octobre 2019 pour un amical face au Burkina Faso sous la direction du nouveau sélectionneur, Patrice Neveu.

## Statistiques
| Saison                | Club                  | Championnat           | Championnat | Championnat | Coupe nationale | Coupe nationale | Coupe de la Ligue | Coupe de la Ligue | Gabon | Gabon | Total | Total |
| Saison                | Club                  | Division              | M.          | B.          | M.              | B.              | M.                | B.                | M.    | B.    | M.    | B.    |
| 2009-2010             | FC Metz               | Ligue 2               | 0           | 0           | -               | -               | -                 | -                 | -     | -     | 0     | 0     |
| 2010-2011             | FC Metz               | Ligue 2               | 0           | 0           | 3               | 0               | -                 | -                 | -     | -     | 3     | 0     |
| 2011-2012             | FC Metz               | Ligue 2               | 7           | 0           | 1               | 0               | -                 | -                 | -     | -     | 8     | 0     |
| 2012-2013             | FC Metz               | National              | 16          | 0           | 0               | 0               | 2                 | 0                 | -     | -     | 18    | 0     |
| 2013-2014             | FC Metz               | Ligue 2               | 4           | 0           | 0               | 0               | 1                 | 0                 | -     | -     | 5     | 0     |
| 2014-2015             | FC Metz               | Ligue 1               | 16          | 0           | 0               | 0               | 1                 | 0                 | 1     | 0     | 18    | 0     |
| Sous-total            | Sous-total            | Sous-total            | 43          | 0           | 4               | 0               | 4                 | 0                 | 1     | 0     | 52    | 0     |
| 2015-2016             | RFC Seraing           | Proximus League       | 19          | 0           | 1               | 0               | -                 | -                 | 1     | 0     | 21    | 0     |
| Sous-total            | Sous-total            | Sous-total            | 19          | 0           | 1               | 0               | 0                 | 0                 | 1     | 0     | 21    | 0     |
| 2019-2020             | US Sarre-Union        | National 3            | 6           | 0           | 1               | 0               | -                 | -                 | 3     | 0     | 10    | 0     |
| Sous-total            | Sous-total            | Sous-total            | 6           | 0           | 1               | 0               | 0                 | 0                 | 3     | 0     | 10    | 0     |
| Total sur la carrière | Total sur la carrière | Total sur la carrière | 68          | 0           | 6               | 0               | 4                 | 0                 | 5     | 0     | 83    | 0     |

## Palmarès

### En club
- FC Metz
  - Vainqueur de la Coupe Gambardella en 2010
  - Champion de France de Ligue 2 en 2014
  - Vice-champion de France de National en 2013

### En sélection
- Équipe de France des moins de 17 ans
  - Finaliste du championnat d'Europe des moins de 17 ans en 2008